# Économie hétérodoxe
Économie hétérodoxe est un livre de l'économiste canadien John Kenneth Galbraith paru en 2007.
Ce livre rassemble six essais de Galbraith :
- L’Économie en perspective (1987) ;
- Voyage dans le temps économique (1994) ;
- L'Anatomie du pouvoir (1983) ;
- La République des satisfaits (1992) ;
- Brève histoire de l’euphorie financière (1990) ;
- Pour une société meilleure (1996).